# A Minha Amiga Rádio
A Minha Amiga Rádio é um programa da RDP-Antena 1, dedicado à história da rádio.
O programa começou em 18 de Maio de 1991 e durou até Outubro de 1997. Aconteceu um interregno entre 1994 e 1995. O programa ia para o ar aos Domingos entre as 11h00 e as 13h00.
Foram mais de 500 conversas - mais de 200 programas - que Luis Garlito teve com convidados ligados à história da rádio.
No genérico do programa, bastante reconhecido ainda hoje, aparecia a voz de Maria Helena d' Eça Leal.
O objectivo do programa era aproveitar o manancial da rádio, suprir algumas carências existentes em arquivo e também devido à não existência de uma história da rádio.
Canção
A ideia de uma canção sobre o programa surgiu após a presença de Jerónimo Bragança e Nóbrega de Sousa no programa. Uma semana depois estava pronta a canção. Inicialmente estava para ser interpretada por uma ainda desconhecida Mariza. Optou-se depois por ser cantada por vários cantores (Dina, José Mário Branco, etc). Alguns dos nomes ligados ao disco são José da Ponte e o maestro Fernando Correia Martins.
Alguns dos convidados
- Fernando Pessa - primeiro programa: teve de ser repetido porque correu mal a gravação num novo estúdio.
- Maria Leonor - como já tinha falecido foi feito um programa de homenagem à conhecida locutora.
- Milita Meireles (Irmãs Meireles) chorou de emoção. Uma das marcas que o programa prezava era a humanidade transmitida pelos convidados.
- Pedro Moutinho, que vivia nas Rua dos Quelhas, perto das instalações da estação, não quis deslocar-se às instalações da rádio devido à forma como foi afastado da mesma.

Referências
O programa é referido no livro "Telefonia" de Matos Maia. Luis Garlito foi um dos convidados na emissão de 4 de Agosto de 2010 dedicada a comemorar os 75 anos da RDP. No dia 18 de Setembro de 2010 foi entrevistado por Jaime Fernandes no programa "No Ar Sempre No Ar".